# 熔岩渠道
熔岩渠道是包含靜態（即固體和靜止）熔岩或熔岩堤壩區域內的流體熔岩。初始的渠道本身可能不包含堤壩，直到母流在發展成渠道的物質上凝固並形成天然堤壩。當熔岩流經渠道時，熔岩流表面的高程會跳動，熔岩可能會從渠道溢出並越過與淹沒現有堤壩的相關渠道壁，從而形成所謂的溢流堤壩。溢流堤壩增加了原始堤壩的高度和寬度。在熔岩渠道中流動的熔岩在成分上通常是玄武岩。

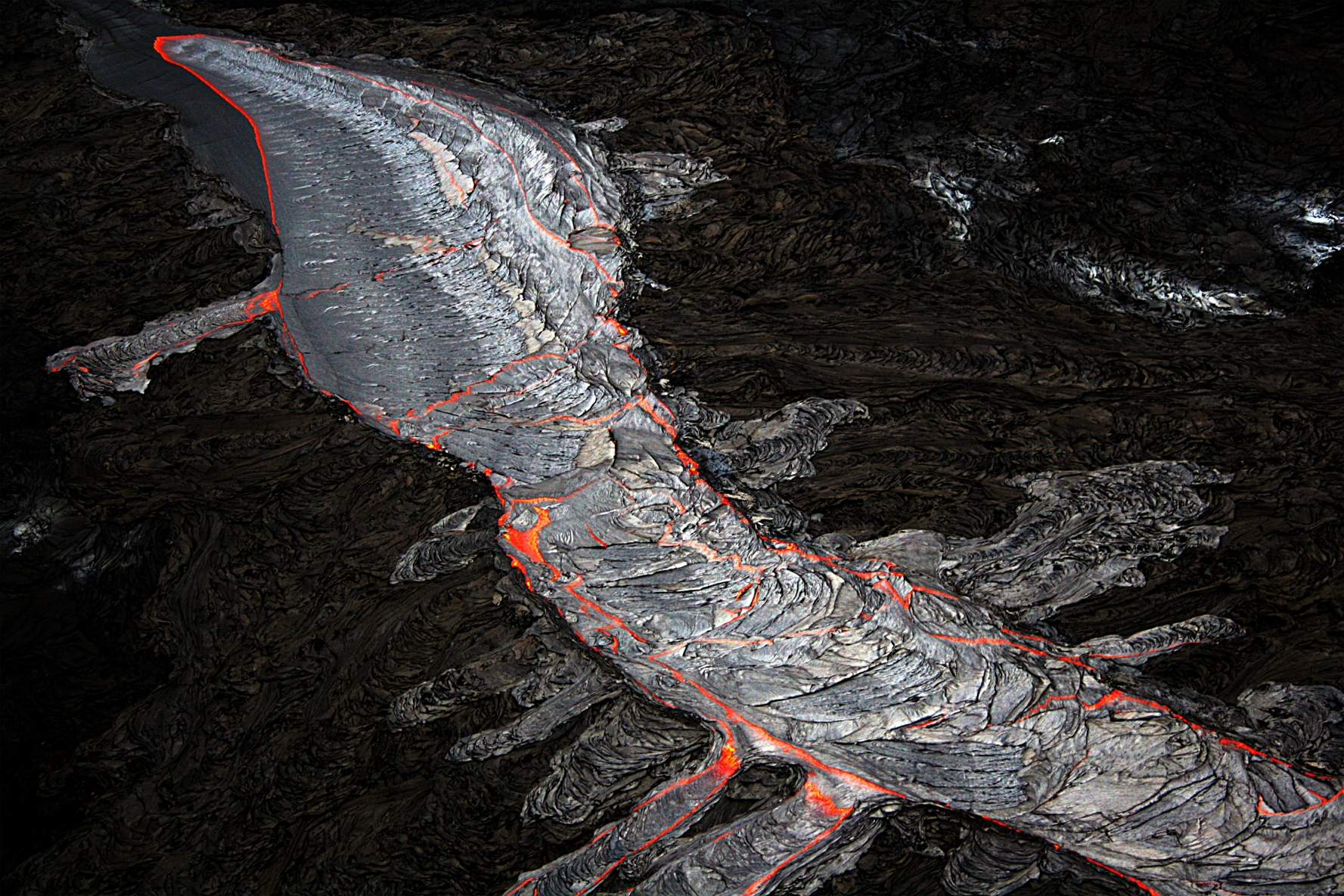
夏威夷大島的圖片顯示了熔岩主渠道的溢流。渠道結痂，有一個指向上游的 V 形開口（左上）。主渠道和溢流顯示了這種熔岩渠道會被堆高的性質。紅色的液體熔岩在溢流處短暫的衝破堤防。

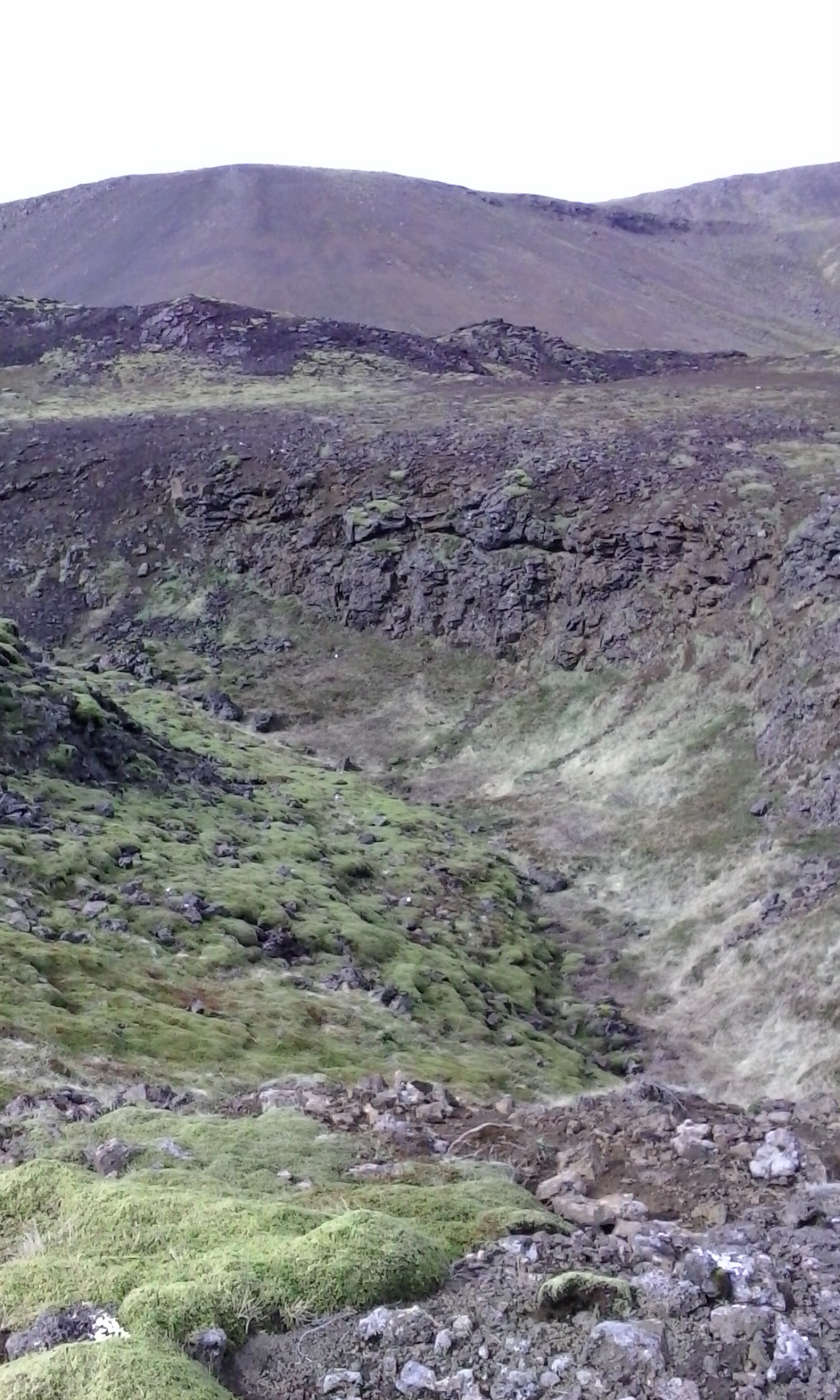
Slightly eroded lava channel at Stóra-Eldborg，冰島雷克雅內斯Stóra-Eldborg undir Geitahlíð，全新世噴發的遺留物。在背景中，相應的噴發裂縫與火山口和後面，是來自更新世的 平頂火山。

## 在小說中
- 2002年的網路遊戲《上古卷軸III：魔捲晨風》遍佈著熔岩渠道：以精靈的名字「Foyadas」命名。這是當地阿什蘭人在旱季使用的火山島上的重要路線，然後在火山活動期間再次被熔岩填滿[1]。

## 外部連結
- A clearer photo of a lava channel and natural levees